# Ortega, Jalisco
Ortega är en ort i Mexiko. Den ligger i kommunen Huejuquilla el Alto och delstaten Jalisco, i den centrala delen av landet, 600 km nordväst om huvudstaden Mexico City. Ortega ligger 1 711 meter över havet och antalet invånare är 137.
Terrängen runt Ortega är kuperad, och sluttar västerut. Runt Ortega är det glesbefolkat, med 14 invånare per kvadratkilometer. Närmaste större samhälle är Huejuquilla, 9,9 km söder om Ortega. I omgivningarna runt Ortega växer huvudsakligen savannskog.